# Mohammedan Sporting Club (Dhaka)
Pour les articles homonymes, voir Mohammedan Sporting Club.
Maillots
Actualités
Le Mohammedan Sporting Club (en bengali : মোহামেডান স্পোর্টিং ক্লাব), plus couramment abrégé en Mohammedan SC, est un club bangladais de football fondé en 1933 et basé à Dacca, la capitale du pays.

## Palmarès
| \| - Championnat du Bangladesh (20) : - Champion : 1957, 1959, 1961, 1963, 1965, 1966, 1969, 1975, 1976, 1978, 1980, 1982, 1986, 1987, 1988-1989, 1993, 1996, 1999, 2001-2002 et 2005-2006. - Coupe du Bangladesh (11) : - Vainqueur : 1980[2], 1981, 1982[3], 1983, 1987, 1988-1989, 1995, 2002, 2008, 2009 et 2022-2023. - Finaliste : 1988, 1991, 2000, 2003 et 2024. \| \| - Supercoupe du Bangladesh (1) : - Vainqueur : 2009. \| |  |                                                      |
| - Championnat du Bangladesh (20) : - Champion : 1957, 1959, 1961, 1963, 1965, 1966, 1969, 1975, 1976, 1978, 1980, 1982, 1986, 1987, 1988-1989, 1993, 1996, 1999, 2001-2002 et 2005-2006. - Coupe du Bangladesh (11) : - Vainqueur : 1980, 1981, 1982, 1983, 1987, 1988-1989, 1995, 2002, 2008, 2009 et 2022-2023. - Finaliste : 1988, 1991, 2000, 2003 et 2024.                                                                        |  | - Supercoupe du Bangladesh (1) : - Vainqueur : 2009. |

## Personnalités du club

### Présidents du club
- Amirul Islam Babu

### Entraîneurs du club[4]
- Sean Lane